# Mathare Youth Sports Association
De Mathare Youth Sports Association (MYSA) is een jeugdsportbond en ontwikkelingshulporganisatie in Mathare, een grote sloppenwijk in Nairobi in Kenia. Het richt zich op sportgebied vooral op voetbal. Verder is de bond erg actief op het gebied van communitybuilding.

## Geschiedenis en achtergrond
MYSA werd in 1987 opgericht door de Canadees Bob Munro die toentertijd voor de Verenigde Naties als adviseur naar Nairobi was gereisd. Toen Munro in Mathare aankwam om naar oplossingen te zoeken voor de gevolgen van malaria, aids en hepatitis, voerden kinderen hem meteen naar een voetbalveld dat vol lag met scherven en afval. Met het opruimen van het veld was de eerste stap voor de MYSA gezet.
Op 22 augustus 1987 werd de eerste jeugdcompetitie in het leven geroepen met in totaal 27 clubs. In 1988 speelden er inmiddels 120 clubs mee, waarbij 18.000 kinderen in 1100 elftallen waren betrokken. Daarmee is de MYSA inmiddels de grootste jeugdbond van Afrika. Sinds 1992 wordt er ook meisjesvoetbal gespeeld. In 2006 bestond inmiddels een derde van alle spelers uit meisjes. De MYSA heeft verder een eigen profvoetbalclub, Mathare United, die inmiddels vier spelers leverde aan het Keniaans voetbalelftal. De voetbalspeler Dennis Oliech van AJ Auxerre startte ooit bij MYSA zijn voetbalcarrière. Het vrouwenvoetbal van Mathare bracht Doreen Nabwire voort die op het hoogste niveau voor Werder Bremen in Duitsland en FC Zwolle in Nederland heeft gespeeld.
Sinds de start zet MYSA zich in om door middel van voetbal kinderen opleiding te geven en sociale vaardigheden te leren. Naast het voetbal zijn er 'Clean-up-projecten' waarbij geldt dat wie bij het opruimen meehelpt punten krijgt, vergelijkbaar met een gewonnen sportwedstrijd. Bijzonder ijverige spelers krijgen het schoolgeld betaald. Als er geen scholingsplaats beschikbaar is, kan er nog wel van de bibliotheek gebruikgemaakt worden. Tijdens theatervoorstellingen met zang en toneel wordt voorlichting gegeven over aids en drugs.
Het project werd twee maal genomineerd voor een Nobelprijs voor de Vrede en wordt financieel ondersteund door de Koninklijke Nederlandse Voetbalbond en de Noorse Fromme Stichting. In 2003 werd MYSA bekroond met een Prins Claus Prijs en in 2004 ontving de bond een Sport for Good Award uit de Laureus World Sports Awards.